# Кетрунешть
Кетрунешть, Кетрунешті (рум. Cătrunești) — село у повіті Яломіца в Румунії. Входить до складу комуни Сінешть.
Село розташоване на відстані 26 км на північний схід від Бухареста, 77 км на захід від Слобозії, 136 км на південний схід від Брашова.

## Населення
За даними перепису населення 2002 року у селі проживали 357 осіб, з них 353 особи (98,9%) румунів. Рідною мовою 353 особи (98,9%) назвали румунську.